# 25x5: The Continuing Adventures of the Rolling Stones
Pour plus de détails, voir Fiche technique et Distribution.
25x5: The Continuing Adventures of the Rolling Stones est une vidéo documentaire retraçant 25 années de carrière du groupe The Rolling Stones, au travers de documents d'archives. Interviews, extraits de concerts, témoignages et près de 40 chansons.